# Список запусков баллистических ракет в СССР в 1948 году

Ракета Р-1

В Списке запусков баллистических ракет в СССР в 1948 году в хронологическом порядке представлены все запуски баллистических ракет, произведённые на территории СССР в 1948 году. В 1948 году в СССР производились запуски ракет Р-1 (индекс ГРАУ — 8А11), которые являлись развитием немецких ракет A-4 («Фау-2»). Несмотря на близкое родство, ракеты Р-1 имели некоторые отличия от A-4 и изготавливались советскими специалистами с использованием приборов и оборудования на советских предприятиях.

## Подготовка запусков
Для производства первой партии ракет Р-1 были задействованы 13 конструкторских бюро и 35 заводов, работавших на территории СССР. Запуски производились с территории 4-го Государственного центрального полигона (4-й ГЦП, Капустин Яр) расчётами Бригады особого назначения резерва Верховного командования (БОН) и советскими гражданскими специалистами. Все работы производились под руководством Государственной комиссии, председателем которой был С. И. Ветошкин, техническим руководителем С. П. Королёв.
Испытания начались 11 сентября и проводились на стенде. Первая успешная попытка запуска произошла 17 сентября, при этом результат запуска был крайне неудовлетворительный: при запуске получила повреждения кабель-мачта, а пусковой стол был отброшен в сторону; сама ракета не выполнила план полёта и упала в 11 800 метрах от места старта.

## Список
Каждый запуск баллистической ракеты, произведённый в СССР в 1948 году, был зафиксирован в «Книге учёта пуска ракет за 1947—1962 гг. Архив Военно-научного комитета РВСН».
| Цветовая легенда  |
| ----------------- |
| Нормальный запуск |
| Аварийный запуск  |

| Тип ракеты | Дата испытания   | Номер изделия | Место запуска | Дальность (км) | Отклонение X (км) | Отклонение Z (км) | Расчёт | Результат запуска | Примечания                                        |
| ---------- | ---------------- | ------------- | ------------- | -------------- | ----------------- | ----------------- | ------ | ----------------- | ------------------------------------------------- |
| Р-1        | 17 сентября 1948 | 4             | 4-й ГЦП       | 270            | -258,2            | 9,1               | БОН    | Авария            |                                                   |
| Р-1        | 10 октября 1948  | 1             | 4-й ГЦП       | 270            | 17,9              | -4,3              | БОН    | Успешно           | единственная ракета, достигшая заданного квадрата |
| Р-1        | 13 октября 1948  | 9             | 4-й ГЦП       | 270            | -27,9             | -5,1              | БОН    | Успешно           |                                                   |
| Р-1        | 21 октября 1948  | 6             | 4-й ГЦП       | 270            | -13               | -2,5              | БОН    | Успешно           |                                                   |
| Р-1        | 23 октября 1948  | 10            | 4-й ГЦП       | 270            | -15,3             | -0,5              | БОН    | Успешно           |                                                   |
| Р-1        | 1 ноября 1948    | 3             | 4-й ГЦП       | 270            | 14                | -1,3              | БОН    | Успешно           |                                                   |
| Р-1        | 3 ноября 1948    | 12            | 4-й ГЦП       | 270            | 1,4               | -2,3              | БОН    | Успешно           |                                                   |
| Р-1        | 4 ноября 1948    | 2             | 4-й ГЦП       | 270            | -61,5             | -0,15             | БОН    | Успешно           |                                                   |
| Р-1        | 5 ноября 1948    | 11            | 4-й ГЦП       | 270            | -16,7             | -1,5              | БОН    | Успешно           |                                                   |

## Итоги запусков

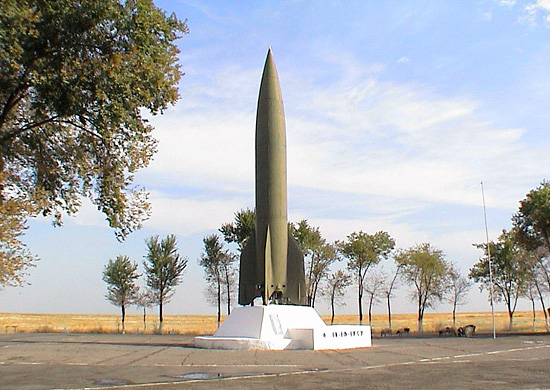
Монумент, установленный на месте первого запуска ракеты Р-1

В целом результаты запусков были признаны удовлетворительными, при этом отмечалось, что стартовая кампания началась с задержкой на два месяца и сильно затянулась из-за плохого качества изготовления отдельных деталей и узлов. По итогам испытаний было издано Постановление Совета Министров СССР № 647—254 «Об изготовлении из отечественных материалов ракет дальнего действия Р-1 первого варианта (типа Фау-2) и итогах проведения заводских лётных испытаний», в котором говорилось, что из 9 запущенных ракет только одна попала в «заданный квадрат 20 × 20 километров». Несмотря на то, что результат испытаний не соответствовал ожиданиям, в том же Постановлении Совета Министров присутствовал пункт о выделении премии 1 850 000 рублей на поощрение отличившихся военных и гражданских специалистов различных ведомств.
По материалам киносъёмок испытаний киностудия Министерства обороны СССР выпустила документальный фильм, знакомящий зрителей с ракетой Р-1, результатами и особенностями испытательных запусков.
На месте запуска первой ракеты Р-1 установлен обелиск.